# Найвищі будівлі Токіо
Токіо - найбільш густонаселена префектура Японії. В Токіо розташовано 36 будівель висотою більше 180 метрів. Найвища будівля в префектурі - Токійська вежа, яка була побудована в 1958 році і чия висота дорівнює 333 метрам. Найвищий будинок - Midtown Tower висотою 248 метрів.

## Історія
Хмарочоси з'явились в Японії порівняно недавно. До 1963 року, по естетичним та інженерним міркуванням, будівництво споруд більше 31 метра було заборонено Японським Будівельним стандартом. Першим будинком, який був вище цієї відмітки, став побудований у 1968 році Kasumigaseki Building, чия висота була 156 метрів.
У 1960-х - 1970-х роках, завдяки значному економічному росту у післявоєнній Японії та проведенню Літніх Олімпійських ігор 1964 року, у Токіо почався будівельний бум. Він продовжився і у 80-ті та 90-ті роки. З 2000 року на території префектури побудовано 22 будівлі вище 180 метрів. Станом на 2010 рів у стадії будівництва знаходяться ще сім таких споруд.

## Будинки
У цьому списку наведено хмарочоси Токіо з висотою понад 180 метрів. Ця висота включає шпилі і архітектурні деталі, але не включає антени радіобашт та веж.
| №   | Назва                                   | Фото | Висота (м) | Поверхів | Рік  | Координати                                                                    | Район            | Примітки                                                                              |
| --- | --------------------------------------- | ---- | ---------- | -------- | ---- | ----------------------------------------------------------------------------- | ---------------- | ------------------------------------------------------------------------------------- |
| 1   | Midtown Tower                           |      | 248        | 54       | 2007 | 35°39′59″ пн. ш. 139°43′54″ сх. д. / 35.66639° пн. ш. 139.73167° сх. д.       | Мінато           | Четверта за висотою будівля в Японії                                                  |
| 2   | Будівля Токійського столичного уряду    |      | 243        | 48       | 1991 | 35°41′22″ пн. ш. 139°41′29.5″ сх. д. / 35.68944° пн. ш. 139.691528° сх. д.    | Сіндзюку         | Сьома за висотою будівля в Японії; Найвища будівля в Токіо побудована в 1990-ті роки  |
| 3   | NTT Docomo Yoyogi Building              |      | 240        | 27       | 2000 | 35°41′3.7″ пн. ш. 139°42′11.7″ сх. д. / 35.684361° пн. ш. 139.703250° сх. д.  | Сібуя            | Восьма за висотою будівля в Японії; Найвищі куранти у світі                           |
| 4   | Sunshine 60                             |      | 240        | 60       | 1978 | 35°43′46.5″ пн. ш. 139°43′4″ сх. д. / 35.729583° пн. ш. 139.71778° сх. д.     | Тосіма           | Восьма за висотою будівля в Японії; Найвища будівля в Токіо побудована в 1970-ті роки |
| 5   | Roppongi Hills Mori Tower               |      | 238        | 54       | 2003 | 35°39′38″ пн. ш. 139°43′45″ сх. д. / 35.66056° пн. ш. 139.72917° сх. д.       | Токіо            | Десята за висотою будівля в Японії                                                    |
| 6   | Shinjuku Park Tower                     |      | 235        | 52       | 1994 | 35°41′8″ пн. ш. 139°41′27.4″ сх. д. / 35.68556° пн. ш. 139.690944° сх. д.     | Токіо            | Одинадцята за висотою будівля в Японії                                                |
| 7   | Вежа Токійської міської опери           |      | 234        | 54       | 1996 | 35°40′58″ пн. ш. 139°41′12.6″ сх. д. / 35.68278° пн. ш. 139.686833° сх. д.    | Токіо            | Дванадцята за висотою будівля в Японії                                                |
| 8   | Будівля Міцуї                           |      | 225        | 55       | 1974 | 35°41′30.8″ пн. ш. 139°41′38″ сх. д. / 35.691889° пн. ш. 139.69389° сх. д.    | Токіо            | Чотирнадцята за висотою будівля в Японії                                              |
| 9   | Shinjuku Center Building                |      | 223        | 54       | 1979 | 35°41′30.5″ пн. ш. 139°41′43″ сх. д. / 35.691806° пн. ш. 139.69528° сх. д.    | Токіо            | П'ятнадцята за висотою будівля в Японії                                               |
| 10  | Вежа Святого Луки                       |      | 221        | 47       | 1994 | 35°40′.4″ пн. ш. 139°46′44″ сх. д. / 35.666778° пн. ш. 139.77889° сх. д.      | Тюо              | Шістнадцята за висотою будівля в Японії                                               |
| 11  | Izumi Garden Tower                      |      | 216        | 45       | 2002 | 35°39′52″ пн. ш. 139°44′23″ сх. д. / 35.66444° пн. ш. 139.73972° сх. д.       | Мінато           | Сімнадцята за висотою будівля в Японії                                                |
| 12  | Shiodome City Center                    |      | 216        | 43       | 2003 | 35°39′55″ пн. ш. 139°45′40.5″ сх. д. / 35.66528° пн. ш. 139.761250° сх. д.    | Мінато           | Сімнадцята за висотою будівля в Японії                                                |
| 13  | Dentsu Building                         |      | 213        | 48       | 2002 | 35°39′52.7″ пн. ш. 139°45′46″ сх. д. / 35.664639° пн. ш. 139.76278° сх. д.    | Мінато           | Дев'ятнадцята за висотою будівля в Японії                                             |
| —   | Marcus Island LORAN-C transmitter[A]    | —    | 213 (699)  | —        | 2000 | —                                                                             | Marcus Island[B] | —                                                                                     |
| 14  | Shinjuku Sumitomo Building              |      | 210 (690)  | 52       | 1974 | 35°41′28.7″ пн. ш. 139°41′33″ сх. д. / 35.691306° пн. ш. 139.69250° сх. д.    | Shinjuku         | 21st-tallest building in Japan                                                        |
| —   | Toshima Incineration Plant[A]           | —    | 210 (689)  | 11       | 1999 | —                                                                             | Toshima          | —                                                                                     |
| 15= | GranTokyo North Tower                   |      | 205 (672)  | 43       | 2007 | 35°40′40.3″ пн. ш. 139°46′0″ сх. д. / 35.677861° пн. ш. 139.76667° сх. д.     | Chiyoda          | 23rd-tallest building in Japan                                                        |
| 15= | GranTokyo South Tower                   |      | 205 (672)  | 42       | 2007 | 35°40′43″ пн. ш. 139°46′2″ сх. д. / 35.67861° пн. ш. 139.76722° сх. д.        | Chiyoda          | 23rd-tallest building in Japan                                                        |
| 17  | Mode Gakuen Cocoon Tower*               |      | 204 (668)  | 50       | 2008 | 35°41′30″ пн. ш. 139°41′49″ сх. д. / 35.69167° пн. ш. 139.69694° сх. д.       | Shinjuku         | 2nd-tallest educational building in the world; 25th-tallest building in Japan         |
| 18  | Shinjuku Nomura Building                |      | 203 (667)  | 50       | 1978 | 35°41′35″ пн. ш. 139°41′43″ сх. д. / 35.69306° пн. ш. 139.69528° сх. д.       | Shinjuku         | 27th-tallest building in Japan                                                        |
| 19  | Shin-Marunouchi Building                |      | 198 (648)  | 38       | 2007 | 35°40′57″ пн. ш. 139°45′51.7″ сх. д. / 35.68250° пн. ш. 139.764361° сх. д.    | Chiyoda          | 30th-tallest building in Japan                                                        |
| 20= | Harumi Island Triton Square Tower X     |      | 195 (639)  | 44       | 2001 | 35°39′22.4″ пн. ш. 139°46′57″ сх. д. / 35.656222° пн. ш. 139.78250° сх. д.    | Chūō             | 31st-tallest building in Japan                                                        |
| 20= | Nihonbashi Mitsui Tower                 |      | 195 (639)  | 39       | 2005 | 35°41′13″ пн. ш. 139°46′22.8″ сх. д. / 35.68694° пн. ш. 139.773000° сх. д.    | Chūō             | 31st-tallest building in Japan                                                        |
| 20= | Sannō Park Tower                        |      | 195 (638)  | 44       | 2000 | 35°40′23″ пн. ш. 139°44′25″ сх. д. / 35.67306° пн. ш. 139.74028° сх. д.       | Chiyoda          | 31st-tallest building in Japan                                                        |
| 23= | Sompo Japan Building                    |      | 193 (633)  | 43       | 1976 | 35°41′33.8″ пн. ш. 139°41′46″ сх. д. / 35.692722° пн. ш. 139.69611° сх. д.    | Shinjuku         | 35th-tallest building in Japan                                                        |
| 23= | Nittele Tower                           |      | 193 (633)  | 32       | 2003 | 35°39′52.7″ пн. ш. 139°45′35.6″ сх. д. / 35.664639° пн. ш. 139.759889° сх. д. | Minato           | 35th-tallest building in Japan                                                        |
| 25= | Sea Tower                               |      | 192 (631)  | 58       | 2008 | 35°39′17.6″ пн. ш. 139°46′29.3″ сх. д. / 35.654889° пн. ш. 139.774806° сх. д. | Chūō             | 37th-tallest building in Japan                                                        |
| 25= | Mid Tower                               |      | 192 (631)  | 58       | 2008 | 35°39′21″ пн. ш. 139°46′25″ сх. д. / 35.65583° пн. ш. 139.77361° сх. д.       | Chūō             | 37th-tallest building in Japan                                                        |
| 27  | Acty Shiodome                           |      | 190 (624)  | 56       | 2004 | 35°39′29.5″ пн. ш. 139°45′31″ сх. д. / 35.658194° пн. ш. 139.75861° сх. д.    | Minato           | Tallest all-residential building in Tokyo; 39th-tallest building in Japan             |
| 28  | Shinjuku I-Land Tower                   |      | 189 (621)  | 44       | 1995 | 35°41′36″ пн. ш. 139°41′35.5″ сх. д. / 35.69333° пн. ш. 139.693194° сх. д.    | Shinjuku         | 41st-tallest building in Japan                                                        |
| 29  | Atago Green Hills Mori Tower            |      | 188 (617)  | 42       | 2001 | 35°39′43″ пн. ш. 139°44′55″ сх. д. / 35.66194° пн. ш. 139.74861° сх. д.       | Minato           | 42nd-tallest building in Japan                                                        |
| 30= | Cerulean Tower                          |      | 184 (604)  | 41       | 2001 | 35°39′22.8″ пн. ш. 139°41′58.7″ сх. д. / 35.656333° пн. ш. 139.699639° сх. д. | Shibuya          | 44th-tallest building in Japan                                                        |
| 30= | Sumitomo Real Estate Shinjuku Oak Tower |      | 184 (603)  | 38       | 2002 | 35°41′38″ пн. ш. 139°41′26.3″ сх. д. / 35.69389° пн. ш. 139.690639° сх. д.    | Shinjuku         | 44th-tallest building in Japan                                                        |
| 32= | Century Park Tower                      |      | 180 (591)  | 54       | 1999 | 35°40′13.7″ пн. ш. 139°47′9″ сх. д. / 35.670472° пн. ш. 139.78583° сх. д.     | Chūō             | 47th-tallest building in Japan                                                        |
| 32= | NEC Supertower                          |      | 180 (591)  | 44       | 1990 | 35°38′58″ пн. ш. 139°44′53″ сх. д. / 35.64944° пн. ш. 139.74806° сх. д.       | Minato           | 47th-tallest building in Japan                                                        |
| 32= | JA Building                             |      | 180 (591)  | 37       | 2009 | 35°41′19.4″ пн. ш. 139°45′46.7″ сх. д. / 35.688722° пн. ш. 139.762972° сх. д. | Chiyoda          | 47th-tallest building in Japan                                                        |
| 32= | Park City Toyosu Building A             |      | 180 (590)  | 52       | 2008 | 35°39′30″ пн. ш. 139°47′28.7″ сх. д. / 35.65833° пн. ш. 139.791306° сх. д.    | Kōtō             | 47th-tallest building in Japan                                                        |
| 32= | Keio Plaza Hotel North Tower            |      | 180 (589)  | 47       | 1971 | 35°41′23.5″ пн. ш. 139°41′40″ сх. д. / 35.689861° пн. ш. 139.69444° сх. д.    | Shinjuku         | 47th-tallest building in Japan                                                        |

* Indicates buildings that are still under construction but have been topped out.
= Indicates buildings that have the same rank because they have the same height.

## Споруди
This list ranks Tokyo free-standing structures that stand at least 180 metres (591 ft) tall, based on standard height measurement. This height includes spires, architectural details and antenna masts.
| Rank | Name                              | Image                                                                                     | Height m (ft) | Floors | Year | Coordinates                                                               | Structure type | Ward             | Notes |
| ---- | --------------------------------- | ----------------------------------------------------------------------------------------- | ------------- | ------ | ---- | ------------------------------------------------------------------------- | -------------- | ---------------- | --- |
| 1    | Tokyo Tower                       | The orange and white lattice frame of Tokyo Tower rises up in front of a clear, blue sky. | 333 (1,091)   | 7      | 1958 | 35°39′31″ пн. ш. 139°44′44″ сх. д. / 35.65861° пн. ш. 139.74556° сх. д.   | lattice tower  | Minato           | Tallest free-standing steel structure in the world; 20th-tallest tower in the world; Tallest structure in Japan |
| 2    | Marcus Island LORAN-C transmitter |                                                                                           | 213 (699)     | —      | 2000 | 24°17′8.7″ пн. ш. 153°58′52″ сх. д. / 24.285750° пн. ш. 153.98111° сх. д. | guyed mast     | Marcus Island[B] | Located on Marcus Island, an isolated island in the Pacific Ocean                                               |
| 3    | Toshima Incineration Plant        |                                                                                           | 210 (689)     | 11     | 1999 | 35°44′3.6″ пн. ш. 139°42′49″ сх. д. / 35.734333° пн. ш. 139.71361° сх. д. | chimney        | Toshima          | Tallest incinerator chimney in the world                                                                        |

## Дивись також
- Список найвищих будинків Японії

## Виноски
1. 1 2  Tokyo Tower. Skyscraperpage.com. Архів оригіналу за 5 липня 2012. Процитовано 22 вересня 2008.
2. ↑  "Diagram of completed Tokyo skyscrapers and towers. Skyscraperpage.com. Архів оригіналу за 5 липня 2013. Процитовано 12 січня 2010.
3. ↑  Tokyo-Yokohama Metropolitan Area. Encyclopædia Britannica. Архів оригіналу за 5 липня 2013. Процитовано 31 січня 2010.
4. ↑  Kasumigaseki Building. Emporis.com. Архів оригіналу за 5 липня 2013. Процитовано 31 січня 2010.
5. ↑  Tokyo story. Metropolis. Архів оригіналу за 14 серпня 2009. Процитовано 23 січня 2009.
6. ↑  Mid-Town Tower. Skyscraperpage.com. Архів оригіналу за 29 березня 2012. Процитовано 22 вересня 2008.
7. ↑  Mid Town Tower. Emporis.com. Архів оригіналу за 29 березня 2012. Процитовано 26 вересня 2008.
8. ↑  Metropolitian Government Building. Skyscraperpage.com. Архів оригіналу за 29 березня 2012. Процитовано 22 вересня 2008.
9. ↑  Tokyo City Hall, Tower I. Emporis.com. Архів оригіналу за 29 березня 2012. Процитовано 26 вересня 2008.
10. ↑  NTT DoCoMo Yoyogi Building. Skyscraperpage.com. Архів оригіналу за 30 червня 2013. Процитовано 29 грудня 2009.
11. ↑  NTT DoCoMo Yoyogi Building. Emporis.com. Архів оригіналу за 30 червня 2013. Процитовано 29 грудня 2009.
12. ↑  Sunshine 60. Skyscraperpage.com. Архів оригіналу за 30 червня 2013. Процитовано 29 грудня 2009.
13. ↑  Sunshine 60 Building. Emporis.com. Архів оригіналу за 30 червня 2013. Процитовано 29 грудня 2009.
14. ↑  Roppongi Hills Mori Tower. Skyscraperpage.com. Архів оригіналу за 30 червня 2013. Процитовано 29 грудня 2009.
15. ↑  Roppongi Hills Mori Tower. Emporis.com. Архів оригіналу за 30 червня 2013. Процитовано 29 грудня 2009.
16. ↑  Shinjuku Park Tower. Skyscraperpage.com. Архів оригіналу за 30 червня 2013. Процитовано 29 грудня 2009.
17. ↑  Shinjuku Park Tower. Emporis.com. Архів оригіналу за 30 червня 2013. Процитовано 29 грудня 2009.
18. ↑  Opera City Tower. Skyscraperpage.com. Архів оригіналу за 30 червня 2013. Процитовано 29 грудня 2009.
19. ↑  Tokyo Opera City Tower. Emporis.com. Архів оригіналу за 30 червня 2013. Процитовано 29 грудня 2009.
20. ↑  Shinjuku Mitsui Building. Skyscraperpage.com. Архів оригіналу за 30 червня 2013. Процитовано 29 грудня 2009.
21. ↑  Shinjuku Mitsui Building. Emporis.com. Архів оригіналу за 30 червня 2013. Процитовано 29 грудня 2009.
22. ↑  Shinjuku Center Building. Skyscraperpage.com. Архів оригіналу за 30 червня 2013. Процитовано 29 грудня 2009.
23. ↑  Shinjuku Center Building. Emporis.com. Архів оригіналу за 30 червня 2013. Процитовано 29 грудня 2009.
24. ↑  Saint Luke's Tower. Skyscraperpage.com. Архів оригіналу за 30 червня 2013. Процитовано 29 грудня 2009.
25. ↑  St. Luke's Tower. Emporis.com. Архів оригіналу за 30 червня 2013. Процитовано 29 грудня 2009.
26. ↑  Izumi Garden Tower. Skyscraperpage.com. Архів оригіналу за 30 червня 2013. Процитовано 29 грудня 2009.
27. ↑  Izumi Garden Tower. Emporis.com. Архів оригіналу за 30 червня 2013. Процитовано 29 грудня 2009.
28. ↑  Shiodome City Center. Skyscraperpage.com. Архів оригіналу за 30 червня 2013. Процитовано 29 грудня 2009.
29. ↑  Shidome City Center. Emporis.com. Архів оригіналу за 30 червня 2013. Процитовано 29 грудня 2009.
30. ↑  Dentsu Headquarters Building. Skyscraperpage.com. Архів оригіналу за 5 липня 2013. Процитовано 29 грудня 2009.
31. ↑  Dentsu Headquarters Building. Emporis.com. Архів оригіналу за 30 червня 2013. Процитовано 29 грудня 2009.
32. ↑  Shinjuku Sumitomo Building. Skyscraperpage.com. Архів оригіналу за 29 березня 2012. Процитовано 22 вересня 2008.
33. ↑  Shinjuku Sumitomo Building. Emporis.com. Архів оригіналу за 29 березня 2012. Процитовано 26 вересня 2008.
34. ↑  GranTokyo North Tower. Skyscraperpage.com. Архів оригіналу за 29 березня 2012. Процитовано 22 вересня 2008.
35. ↑  GranTokyo North Tower. Emporis.com. Архів оригіналу за 29 березня 2012. Процитовано 26 вересня 2008.
36. ↑  GranTokyo South Tower. Skyscraperpage.com. Архів оригіналу за 29 березня 2012. Процитовано 22 вересня 2008.
37. ↑  GranTokyo South Tower. Emporis.com. Архів оригіналу за 29 березня 2012. Процитовано 26 вересня 2008.
38. ↑  Tokyo Mode Gakuen Cocoon Tower. Skyscraperpage.com. Архів оригіналу за 29 березня 2012. Процитовано 24 вересня 2008.
39. ↑  Tokyo Mode Gakuen. Emporis.com. Архів оригіналу за 29 березня 2012. Процитовано 24 вересня 2008.
40. ↑  Shinjuku Nomura Building. Skyscraperpage.com. Архів оригіналу за 29 березня 2012. Процитовано 22 вересня 2008.
41. ↑  Shinjuku Nomura Building. Emporis.com. Архів оригіналу за 29 березня 2012. Процитовано 26 вересня 2008.
42. ↑  Shin-Marunouchi Building. Skyscraperpage.com. Архів оригіналу за 29 березня 2012. Процитовано 22 вересня 2008.
43. ↑  New Shin-Marunouchi Building. Emporis.com. Архів оригіналу за 29 березня 2012. Процитовано 26 вересня 2008.
44. ↑  Harumi Island Triton Square Tower X. Skyscraperpage.com. Архів оригіналу за 29 березня 2012. Процитовано 22 вересня 2008.
45. ↑  Tower X. Emporis.com. Архів оригіналу за 29 березня 2012. Процитовано 26 вересня 2008.
46. ↑  Nihonbashi Mitsui Tower. Skyscraperpage.com. Архів оригіналу за 29 березня 2012. Процитовано 22 вересня 2008.
47. ↑  Nihonbashi Mitsui Tower. Emporis.com. Архів оригіналу за 29 березня 2012. Процитовано 26 вересня 2008.
48. ↑  Sanno Park Tower. Skyscraperpage.com. Архів оригіналу за 29 березня 2012. Процитовано 22 вересня 2008.
49. ↑  Sanno Park Tower. Emporis.com. Архів оригіналу за 29 березня 2012. Процитовано 26 вересня 2008.
50. ↑  Sompo Japan Headquarters. Skyscraperpage.com. Архів оригіналу за 29 березня 2012. Процитовано 23 вересня 2008.
51. ↑  Sompo Japan Head Office Building. Emporis.com. Архів оригіналу за 29 березня 2012. Процитовано 26 вересня 2008.
52. ↑  NTV Headquarters. Skyscraperpage.com. Архів оригіналу за 29 березня 2012. Процитовано 23 вересня 2008.
53. ↑  Nittele Tower. Emporis.com. Архів оригіналу за 29 березня 2012. Процитовано 23 вересня 2008.
54. ↑  The Tokyo Towers Sea Tower. Skyscraperpage.com. Архів оригіналу за 29 березня 2012. Процитовано 23 вересня 2008.
55. ↑  Sea Tower. Emporis.com. Архів оригіналу за 29 березня 2012. Процитовано 23 вересня 2008.
56. ↑  The Tokyo Towers Mid Tower. Skyscraperpage.com. Архів оригіналу за 29 березня 2012. Процитовано 23 вересня 2008.
57. ↑  Mid Tower. Emporis.com. Архів оригіналу за 29 березня 2012. Процитовано 23 вересня 2008.
58. ↑  Acty Shiodome. Skyscraperpage.com. Архів оригіналу за 29 березня 2012. Процитовано 23 вересня 2008.
59. ↑  Acty Shiodome. Emporis.com. Архів оригіналу за 29 березня 2012. Процитовано 23 вересня 2008.
60. ↑  Shinjuku I-Land Tower. Skyscraperpage.com. Архів оригіналу за 29 березня 2012. Процитовано 23 вересня 2008.
61. ↑  Shinjuku I-Land Tower. Emporis.com. Архів оригіналу за 29 березня 2012. Процитовано 23 вересня 2008.
62. ↑  Atago Green Hills Mori Tower. Skyscraperpage.com. Архів оригіналу за 29 березня 2012. Процитовано 23 вересня 2008.
63. ↑  Atago Green Hills Mori Tower. Emporis.com. Архів оригіналу за 29 березня 2012. Процитовано 23 вересня 2008.
64. ↑  Cerulean Tower. Skyscraperpage.com. Архів оригіналу за 29 березня 2012. Процитовано 23 вересня 2008.
65. ↑  Cerulean Tower. Emporis.com. Архів оригіналу за 29 березня 2012. Процитовано 23 вересня 2008.
66. ↑  Sumitomo Fudosan Shinjuku Oak Tower. Skyscraperpage.com. Архів оригіналу за 29 березня 2012. Процитовано 23 вересня 2008.
67. ↑  Shinjuku Oak Tower. Emporis.com. Архів оригіналу за 29 березня 2012. Процитовано 23 вересня 2008.
68. ↑  River City 21 Century Park Tower. Skyscraperpage.com. Архів оригіналу за 29 березня 2012. Процитовано 23 вересня 2008.
69. ↑  Century Park Tower. Emporis.com. Архів оригіналу за 29 березня 2012. Процитовано 23 вересня 2008.
70. ↑  NEC Supertower. Skyscraperpage.com. Архів оригіналу за 29 березня 2012. Процитовано 23 вересня 2008.
71. ↑  NEC Supertower. Emporis.com. Архів оригіналу за 29 березня 2012. Процитовано 23 вересня 2008.
72. ↑  JA Building. Skyscraperpage.com. Архів оригіналу за 5 липня 2012. Процитовано 23 січня 2009.
73. ↑  大手町一丁目地区第一種市街地再開発事業 (Japanese) . Tokyo Tatemono. 30 березня 2007. Архів оригіналу за 5 липня 2012. Процитовано 28 січня 2009.
74. ↑  Park City Toyosu Building A. Skyscraperpage.com. Архів оригіналу за 29 березня 2012. Процитовано 27 січня 2009.
75. ↑  Park City Toyosu, Building A. Emporis.com. Архів оригіналу за 29 березня 2012. Процитовано 27 січня 2009.
76. ↑  Keio Plaza Hotel. Skyscraperpage.com. Архів оригіналу за 29 березня 2012. Процитовано 27 січня 2009.
77. ↑  North Building. Emporis.com. Архів оригіналу за 29 березня 2012. Процитовано 27 січня 2009.
78. ↑  Tokyo Tower. Emporis.com. Архів оригіналу за 5 липня 2012. Процитовано 23 січня 2009.
79. ↑  Minami Torishima LORAN-C Transmission Mast (3rd). Skyscraperpage.com. Архів оригіналу за 29 березня 2012. Процитовано 27 січня 2009.
80. ↑  Toshima Incineration Plant. Skyscraperpage.com. Архів оригіналу за 29 березня 2012. Процитовано 22 вересня 2008.